# Salón de la Fama de las mujeres de Florida

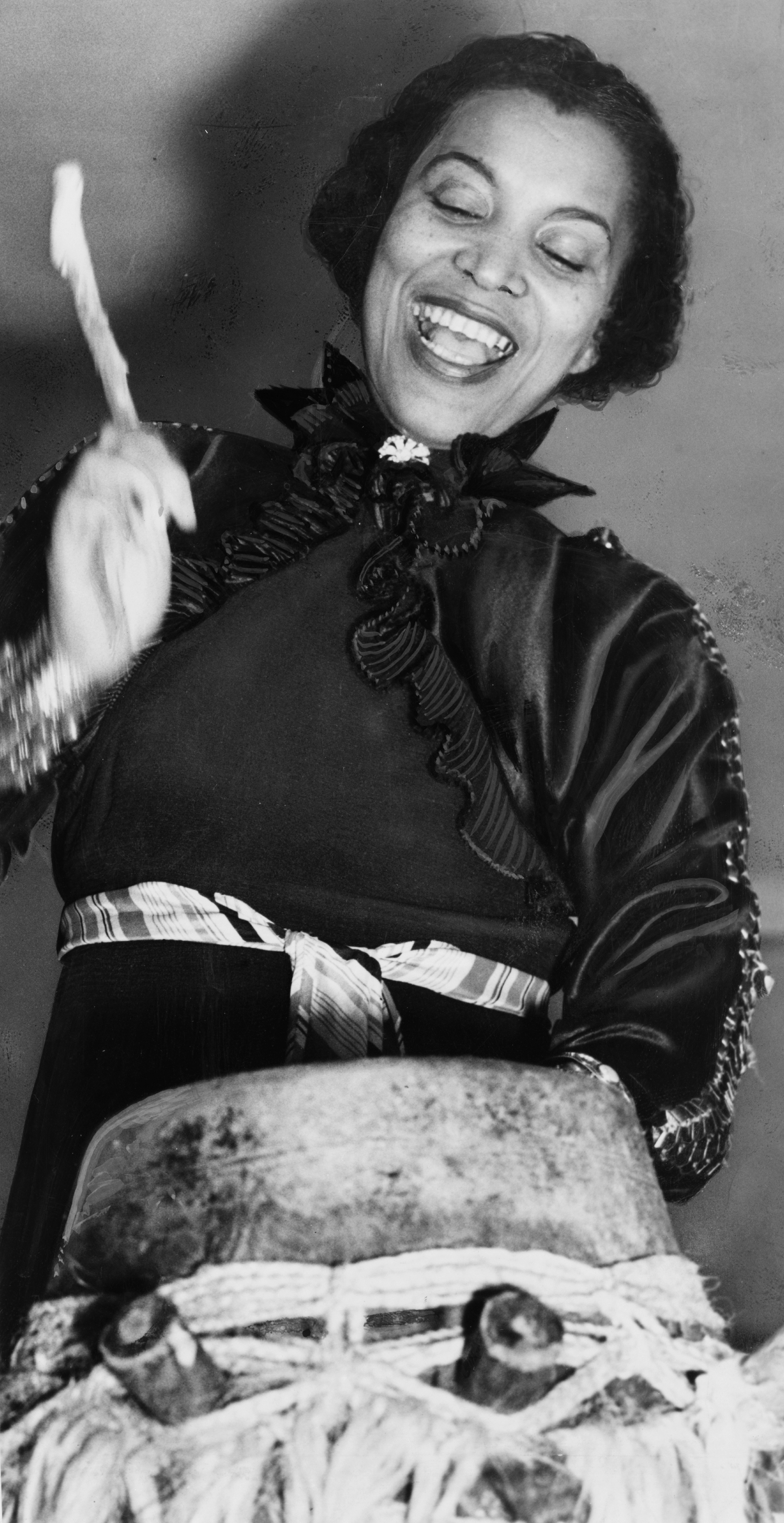
Zora Neale Hurston golpea un «tambor maman» o «mama tambor haitiano».

El Salón de la Fama de las mujeres de Florida es un lugar de honor de mujeres que han contribuido a la vida de los ciudadanos de Florida (Estados Unidos). La primera ceremonia de premios para el salón de la fama se celebró en 1982 y los nombres de las destinatarias se muestran en el Capitolio del Estado de Florida. El programa fue creado en un acto de la Legislatura de la Florida y es supervisado por la Comisión de la Florida sobre el Estatus de la Mujer (FCSW), una organización no partidista creada en 1991 para estudiar y «hacer recomendaciones al Gobernador, el Gabinete y la Legislatura sobre asuntos que afectan a las mujeres». FCSW también administra el Florida Achievement Award para aquellos que han mejorado las vidas de mujeres y niñas en Florida, un premio se centra en el voluntariado que ha sobresalido en sus funciones. Los miembros de FCSW sirven para el nombramiento y la comisión se encuentra en la Procuraduría General de Florida.

## Historia
El presidente John F. Kennedy creó la Comisión Presidencial sobre los Estatus de la Mujer (PCSW) en 1961, y en 1964 el Gobernador de Florida Farris Bryant creó la Comisión del Gobernador sobre los Estatus de la Mujer (COSW) «para estudiar leyes y reglamentos sobre mujeres en Florida y hacer recomendaciones a la legislatura sobre la base de sus conclusiones». En 1992, el gobernador Lawton Chiles propuso, y la Legislatura aprobó, un proyecto de ley (CSSB 1148) que creó un Salón de la Fama de las mujeres de Florida permanente. El Capítulo 92-48 de las Leyes de Florida ahora declara: «Es la intención de la Legislatura reconocer y honrar a aquellas mujeres que, a través de sus obras y vidas, han mejorado significativamente la vida de las mujeres y los ciudadanos de Florida».
Esta legislación ordenaba la inclusión de mujeres que habían sido honradas en la década anterior. Debido a que la educación es un propósito importante del Salón de la Fama, CSSB 1148 proporcionó espacio para exhibiciones en el Capitolio de Florida. En 1994, la Comisión dio a conocer placas que ofrecían una breve biografía y fotografía de cada homenajeado. «Los Estatutos de Florida, el Título XVIII Tierras y propiedades públicas, el Capítulo 265 Memoriales, Museos y Arte y Cultura, sección 265.001 Salón de la Fama de las mujeres de Florida», establece los parámetros dentro de los cuales funciona el salón de la Fama. En 1982, la primera ceremonia y recepción del Salón de la Fama de las mujeres de Florida fue realizada por COSW en la Mansión del Gobernador de Florida en Tallahassee.

## Descripción general
El propósito del Salón de la Fama de las mujeres de Florida, de acuerdo con la intención expresada en el Estatuto de la Florida, es «reconocer y honrar a aquellas mujeres que a través de sus obras y vidas han contribuido significativamente a la mejora de la vida de las mujeres y todos los ciudadanos de Florida».
Cada año, las mujeres destacadas de Florida, o que lo han adoptado como su estado natal, son nominadas para la denominación. El gobernador de Florida decide sobre las tres nominadas finales de una lista de diez. La rotonda del edificio del Capitolio del Estado de Florida tiene una exhibición permanente de fotos de los miembros del Salón de la Fama de las mujeres de Florida.
Desde 1992, hasta tres mujeres han ingresado al Salón cada año. Las nominaciones se realizan entre el 1 de abril y el 15 de julio de cada año. Estas aportaciones son cuidadosamente revisadas por los miembros de la FCSW que luego proponen 10 finalistas al Gobernador que selecciona a los final las admitidas cada año. Varios otros estados tienen un Salón de la Fama para mujeres notables, incluyendo Alabama, Arizona, Colorado, Connecticut, Iowa, Maine, Míchigan, Maryland, Ohio y Texas.
El Salón Nacional de la Fama de las Mujeres de los Estados Unidos tiene su sede en Seneca Falls, Nueva York, lugar donde se realizó la primera Convención sobre los Derechos de la Mujer en 1848.

## Miembros del Salón de la Fama de las mujeres de Florida
| Nombre                             | Imagen                    | Nacimiento-Muerte | Año  | Área de éxitos | Ref(s)  |
| ---------------------------------- | ------------------------- | ----------------- | ---- | --- | ------- |
| Mary Lou Baker                     |                           | (c1915 -1965)     | 2017 | Cámara de Representantes de Florida. Responsable de la aprobación de la legislación de derechos de la mujer de 1943 de Florida que permitía a las mujeres dirigir el negocio familiar si el marido ingresaba en el ejército. Elegida y ejerce su cargo mientras mantiene su apellido de soltera. | [ 10 ]  |
| Kathleen Scott Robertson           |                           | (b. 1921)         | 2017 | Una de las siete primeras reservas navales femeninas en alistarse en la Marina de los Estados Unidos. | [ 11 ]  |
| Katherine Fernandez Rundle         |                           | (b.1950)          | 2017 | La primera fiscal estatal cubanoamericana de Florida | [ 12 ]  |
| Carol Jenkins Barnett              |                           | (b. 1956)         | 2016 | Presidenta del Publix Super Markets Charities, Inc. | [ 13 ]  |
| Helen Aguirre Ferré                |                           | (b. 1957)         | 2016 | Periodista | [ 14 ]  |
| Elmira Louise Leto                 |                           | (b. 1949)         | 2016 | Fundadora y CEO de Samuel's House, Inc., una agencia para proporcionar vivienda a personas sin hogar. | [ 15 ]  |
| Mary Lee Farrior                   |                           | (b. 1937)         | 2015 | La heredera de Coca-Cola, de Tampa, donó $ 1 millón para fundar Mary Lee's House, un centro que combina instalaciones para prevención, evaluación, análisis forense y asesoramiento sobre abuso infantil. | [ 16 ]  |
| Evelyn Cahn Keiser                 |                           | (b. 1924)         | 2015 | Cofundó la escuela Keizer en 1977. | [ 17 ]  |
| Charlotte E. Maguire               |                           | (1918–2014)       | 2015 | Primera médica en Orlando, fundó una de las primeras clínicas pediátricas en Florida. | [ 18 ]  |
| Susan Benton                       |                           | (b. 1949)         | 2014 | Sheriff del condado de Highlands, Florida; 2013 Presidenta de la Asociación del Sheriff de Florida; primera mujer sheriff elegida en una elección general en la historia de Florida. | [ 19 ]  |
| Louise Jones Gopher                |                           | (b. 1945)         | 2014 | Primera mujer de la Tribu Seminole de Florida en obtener un título universitario. | [ 20 ]  |
| Dottie Berger MacKinnon            |                           | (1942–2013)       | 2014 | Fundadora de Joshua House, defensora de mujeres y niños. | [ 21 ]  |
| Clara C. Frye                      |                           | (1872–1936)       | 2013 | Enfermera afroamericana en Tampa, Florida que estableció el Hospital Clara Frye. | [ 22 ]  |
| Aleene Pridgen Kidd MacKenzie      |                           | (1921–2013)       | 2013 | Directora Asistente de Desarrollo en Florida de la State University, primera Presidenta de la Comisión del Gobernador sobre los Estatutos de la Mujer. | [ 23 ]  |
| Lillie Pierce Voss                 |                           | (1876–1967)       | 2013 | Escritora y pionera; interactuó con los indios Seminole cuando era niña, y se ganó el sobrenombre de "Sweetheart of the Barefoot Mailmen". | [ 24 ]  |
| Ruth H. Alexander                  |                           | (b. 1938)         | 2012 | Estableció el programa "Lady Gator Athletic" | [ 25 ]  |
| Vicki Bryant Burke                 |                           | (b. 1953)         | 2012 | Trabajadora social, sistema de justicia juvenil | [ 26 ]  |
| Elizabeth "Budd" Bell              |                           | (1915–2009)       | 2012 | Trabajadora social | [ 27 ]  |
| Mary Brennan Karl                  |                           | (1890–1948)       | 2011 | Pionera de la educación cuyos esfuerzos fueron la base de lo que luego se convirtió en Daytona Beach Junior College | [ 28 ]  |
| Anna I. Rodriguez                  |                           | (b. 1957)         | 2011 | Fundadora de la Coalición de Florida contra la trata de personas | [ 29 ]  |
| Eugenie Clark                      |                           | (1922–2015)       | 2010 | Ictiologista | [ 30 ]  |
| Claudine Dianne Ryce               |                           | (1943–2009)       | 2010 | Defensora de los niños desaparecidos | [ 31 ]  |
| Dara Grace Torres                  |                           | (b. 1961)         | 2010 | Nadadora olímpica medallista de oro, plata y bronce | [ 32 ]  |
| Louise H. Courtelis                |                           | (b. 1932)         | 2009 | Filántropa | [ 33 ]  |
| Gwen Margolis                      |                           | (b. 1934–2020)    | 2009 | Miembro del Senado de Florida | [ 34 ]  |
| Betty Schlesinger Sembler          |                           | (b. 1931)         | 2009 | Activista antidrogas y esposa del embajador Mel Sembler, con quien cofundó el programa de tratamiento de drogas Straight, Incorporated | [ 35 ]  |
| Barbara J. Pariente                |                           | (b. 1948)         | 2008 | Expresidenta del Tribunal Supremo de Florida | [ 36 ]  |
| Pallavi Patel                      |                           | (b. 1950)         | 2008 | Pediatra, filántropa que junto con su esposo fue cofundadora de Carrousel Elephants, la Fundación Patel para el Entendimiento Global | [ 37 ]  |
| Ileana Ros-Lehtinen                |                           | (b. 1952)         | 2008 | Comité de Asuntos Exteriores de la Cámara de Representantes de los Estados Unidos | [ 38 ]  |
| Maryly VanLeer Peck                |                           | (1930–2011)       | 2007 | Presidenta de Polk Community College 1982-1997 | [ 39 ]  |
| Peggy A. Quince                    |                           | (b. 1948)         | 2007 | Justicia y expresidenta del Tribunal Supremo de la Corte Suprema de Florida | [ 40 ]  |
| Caridad Asensio                    |                           | (1931–2011)       | 2006 | Defensora de los trabajadores agrícolas, fundadora de la Clínica de Salud Caridad Asensio, brindando atención médica gratuita para los trabajadores agrícolas | [ 41 ]  |
| Tillie Kidd Fowler                 | Archivo:TillieKFowler.jpg | (1942–2005)       | 2006 | Cámara de Representantes de los Estados Unidos | [ 42 ]  |
| Lucy W. Morgan                     |                           | (b. 1940)         | 2006 | Periodista | [ 43 ]  |
| Shirley D. Coletti                 |                           | (b. 1935)         | 2005 | Cofundadora del programa de abuso de sustancias Operation PAR, Inc | [ 44 ]  |
| Judith Kersey                      |                           | (b. 1943)         | 2005 | Científica, trabajó como ingeniera en el programa espacial de Estados Unidos | [ 45 ]  |
| Marion P. Hammer                   |                           | (b. 1939)         | 2005 | Primera mujer presidenta de la Asociación Nacional del Rifle | [ 46 ]  |
| Sarah Ann Blocker                  |                           | (1857–1944)       | 2003 | Cofundadora del Florida Memorial College | [ 47 ]  |
| Gloria Estefan                     |                           | (b. 1957)         | 2003 | Artista | [ 48 ]  |
| Mary R. Grizzle                    |                           | (1921–2006)       | 2003 | Legisladora, defensora de la Enmienda de Igualdad de Derechos; servicio en ambas cámaras de la legislatura estatal de Florida. Al final de su carrera como representante, fue la miembro de la legislatura con más años de servicio. Ayudó a aprobar proyectos de ley sobre la limpieza de aguas residuales y sobre mujeres casadas que obtuvieron plenos derechos de propiedad sin el permiso del marido. | [ 49 ]  |
| Victoria Joyce Ely                 |                           | (1889–1979)       | 2002 | Primera partera autorizada en Florida; ejercióen la Army Nurse Corps durante la Primera Guerra Mundial ; pionera en cuidados de enfermería en Florida | [ 50 ]  |
| Toni Jennings                      |                           | (b. 1949)         | 2002 | 16° (y primera mujer) Teniente Gobernador de Florida | [ 51 ]  |
| Frances Langford Stuart            |                           | (1913–2005)       | 2002 | Artista | [ 52 ]  |
| Jessie Ball duPont                 | Archivo:Jessiedupont.jpg  | (1884–1970)       | 2001 | Filántropa | [ 53 ]  |
| Lynda Keever                       |                           | (b. 1947)         | 2001 | Editora, CEO de Florida Trend Magazine | [ 54 ]  |
| Lenore Carrero Nesbitt             |                           | (1932–2001)       | 2001 | Nominada por el presidente Ronald Reagan a jueza federal | [ 55 ]  |
| Chris Evert                        |                           | (b. 1954)         | 2000 | Tenista profesional | [ 56 ]  |
| Paula Hawkins                      |                           | (1927–2003)       | 2000 | Primera mujer de Florida elegida para el Senado de los Estados Unidos | [ 57 ]  |
| Marianne Mathewson-Chapman         |                           | (b. 1948)         | 2000 | Primera mujer en la Guardia Nacional del Ejército en alcanzar el rango de Mayor General | [ 58 ]  |
| Althea Gibson                      |                           | (1927–2003)       | 1999 | Campeona tenista, afroamericana pionera en el deporte | [ 59 ]  |
| Sister Jeanne O'Laughlin           |                           | (b. 1929)         | 1999 | Primera presidenta de la Universidad de Barry | [ 60 ]  |
| Dessie Smith Prescott              |                           | (1906–2002)       | 1999 | Primera piloto con licencia en Florida, sirvió en el Cuerpo de Mujeres del Ejército en la Segunda Guerra Mundial, primera guía profesional femenina en Florida | [ 61 ]  |
| Helen Davis                        |                           | (1926–2015)       | 1998 | Legisladora del estado de Florida, activista social | [ 62 ]  |
| Mattie Belle Davis                 |                           | (1910–2004)       | 1998 | Jurista que ayudó a establecer la Asociación de Mujeres Abogadas de Florida | [ 63 ]  |
| Christine Fulwylie-Bankston        |                           | (1916–1998)       | 1998 | Poetisa, activista social, derechos civiles | [ 64 ]  |
| Alicia Baro                        |                           | (1918–2012)       | 1997 | Activista social y política | [ 65 ]  |
| Carita Doggett Corse               |                           | (1891–1978)       | 1997 | Directora del Federal Writers' Project | [ 66 ]  |
| M. Athalie Range                   |                           | (1916–2006)       | 1997 | Activista política, primera afroamericana y segunda mujer elegida para el Concejo Municipal de Miami | [ 67 ]  |
| Marjorie Harris Carr               |                           | (1915–1998)       | 1996 | Conservacionista | [ 68 ]  |
| Betty Castor                       |                           | (b. 1941)         | 1996 | Expresidenta de USF, miembro de J. William Fulbright Junta de Becas Extranjeras | [ 69 ]  |
| Ivy Julia Cromartie Stranahan      |                           | (1881–1971)       | 1996 | Sufragio de las mujeres, activista social, activista ambiental, ayudó a la tribu Seminole a mudarse a la reserva de Dania | [ 70 ]  |
| Evelyn Stocking Crosslin           |                           | (1919–1991)       | 1995 | Médica | [ 71 ]  |
| JoAnn Hardin Morgan                |                           | (b. 1940)         | 1995 | Primera ingeniera en la NASA , primera mujer ejecutiva en el Centro Espacial Kennedy | [ 72 ]  |
| Sarah Brooks Pryor                 |                           | (1877–1972)       | 1995 | Activista cívica, conservacionista histórica | [ 73 ]  |
| Nikki Beare                        |                           | (1928–2014)       | 1994 | Activista política y social, apoyó la Enmienda de Igualdad de Derechos | [ 74 ]  |
| Betty Mae Tiger Jumper             |                           | (1923–2011)       | 1994 | Primera jefa de la tribu Seminole de Florida | [ 75 ]  |
| Gladys Nichols Milton              |                           | (1924–1999)       | 1994 | Defensora de las parteras que debían ser reconocidas como médicos | [ 76 ]  |
| Betty Skelton Frankman Erde        |                           | (1926–2011)       | 1993 | Aviadora de acrobacias aéreas | [ 77 ]  |
| Paulina Pedroso                    |                           | (1845–1925)       | 1993 | Activista en la Guerra de Independencia de Cuba | [ 78 ]  |
| Janet Reno                         |                           | (b. 1941)         | 1993 | Exfiscal general de los Estados Unidos | [ 79 ]  |
| Jacqueline Cochran                 |                           | (1910–1980)       | 1992 | Aviadora | [ 80 ]  |
| Carrie P. Meek                     |                           | (b. 1926)         | 1992 | Cámara de Representantes de los Estados Unidos | [ 81 ]  |
| Ruth Bryan Owen                    |                           | (1885–1954)       | 1992 | Primera mujer de Florida en el Congreso de los Estados Unidos, Embajadora de los Estados Unidos en Dinamarca, designada por el presidente Franklin D. Roosevelt | [ 82 ]  |
| Annie Ackerman                     |                           | (1914–1989)       | 1986 | Activista político | [ 83 ]  |
| Rosemary Barkett                   |                           | (b. 1939)         | 1986 | Jueza, Tribunal de Apelaciones de los Estados Unidos, designada por el presidente Bill Clinton | [ 84 ]  |
| Gwendolyn Sawyer Cherry            |                           | (1923–1979)       | 1986 | Abogada y legisladora que introdujo en la legislatura la Enmienda de Igualdad de Derechos | [ 85 ]  |
| Dorothy Dodd                       |                           | (1902–1994)       | 1986 | Archivera estatal de Florida y bibliotecaria estatal | [ 86 ]  |
| Marjory Stoneman Douglas           |                           | (1890–1998)       | 1986 | Preservacionista de Everglades | [ 87 ]  |
| Elsie Jones Hare                   |                           | (1903–1985)       | 1986 | Educadora | [ 88 ]  |
| Elizabeth McCullough Johnson       |                           | (1909–1973)       | 1986 | Representante del Estado de Florida y Senadora | [ 89 ]  |
| Frances Bartlett Kinne             |                           |                   | 1986 | Educadora, académica | [ 90 ]  |
| Arva Moore Parks McCabe            |                           | (b. 1939)         | 1986 | Cineasta | [ 91 ]  |
| Marjorie Kinnan Rawlings           |                           | (1896–1953)       | 1986 | Escritora, ganó el Premio Pulitzer por The Yearling | [ 92 ]  |
| Florence Barbara Seibert           |                           | (1897–1991)       | 1986 | Bioquímica, inventora del tuberculosis test estándar | [ 93 ]  |
| Marilyn K. Smith                   |                           | (1936–1985)       | 1986 | Voluntariado | [ 94 ]  |
| Eartha M. M. White                 |                           | (1876–1974)       | 1986 | Humanitaria y educadora que fundó la Clara White Mission y el Eartha MM White Nursing Home | [ 95 ]  |
| Roxcy O'Neal Bolton                |                           | (b. 1926)         | 1984 | Feminista, derechos de la mujer, fundadora en Florida del capítulo de la Organización Nacional de Mujeres | [ 96 ]  |
| Barbara Landstreet Frye            |                           | (1922–1982)       | 1984 | Capitol Bureau Chief para United Press International | [ 97 ]  |
| Lena B. Smithers Hughes            |                           | (1910–1987)       | 1984 | Botánica que desarrolló cepas libres de virus de la naranja de Valencia | [ 98 ]  |
| Zora Neale Hurston                 |                           | (1891–1960)       | 1984 | Folclorista, antropóloga y escritora | [ 99 ]  |
| Sybil Collins Mobley               |                           | (1925–2015)       | 1984 | Decana de la Escuela de Negocios e Industria de Florida A & M University | [ 100 ] |
| Helen Muir                         |                           | (1911–2006)       | 1984 | Periodista, autor de libros sobre Florida | [ 101 ] |
| Gladys Pumariega Soler             |                           | (1930–1993)       | 1984 | Pediatra | [ 102 ] |
| Julia DeForest Sturtevant Tuttle   |                           | (1848–1898)       | 1984 | Mujer de negocios, propietaria de lo que se convirtió en Miami, Florida | [ 103 ] |
| Mary McLeod Bethune                |                           | (1875–1955)       | 1982 | Líder de los derechos civiles | [ 104 ] |
| Helene S. Coleman                  |                           | (b. 1925)         | 1982 | Presidenta del Consejo Nacional de Mujeres Judías | [ 105 ] |
| Elaine Gordon                      |                           | (1931–2000)       | 1982 | Legisladora | [ 106 ] |
| Wilhelmina Celeste Goehring Harvey |                           | (1912–2005)       | 1982 | Alcalde de Key West, Florida | [ 107 ] |
| Paula Mae Milton                   |                           | (1939–1980)       | 1982 | Líder cívico de artes creativas | [ 108 ] |
| Barbara Jo Palmer                  |                           | (b. 1948)         | 1982 | Atletismo Interuniversitario Femenino de Florida State University | [ 109 ] |